# Vondie Curtis-Hall

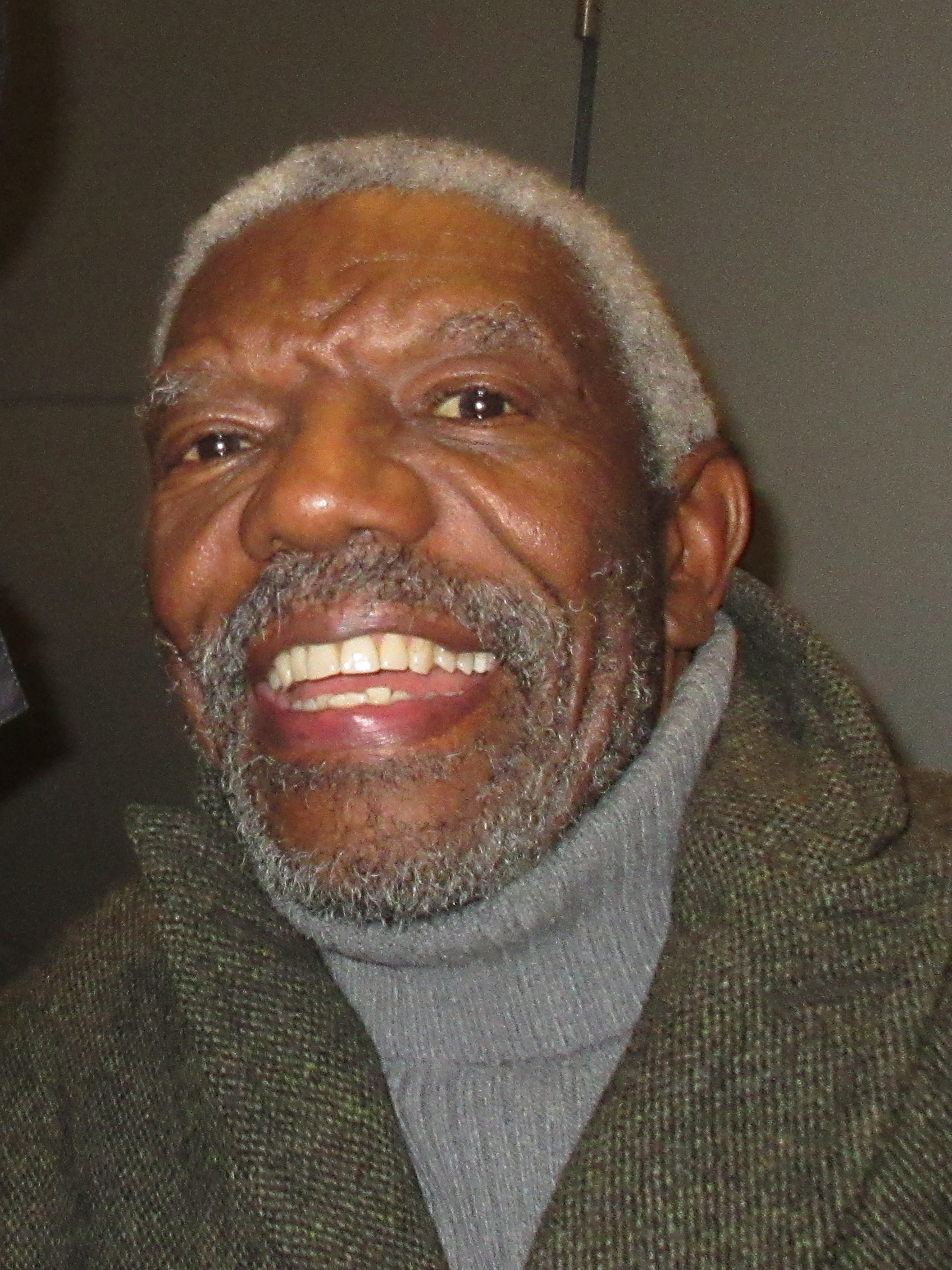
Vondie Curtis-Hall

Vondie Curtis-Hall (* 30. September 1950 in Detroit) ist ein US-amerikanischer Schauspieler, Regisseur und Drehbuchautor.

## Leben und Leistungen
Curtis-Hall debütierte in zwei Filmen aus dem Jahr 1988: Im Actionfilm Blue Jean Cop mit Peter Weller und Sam Elliott war nur seine Stimme zu hören, in der Komödie Der Prinz aus Zamunda trat er an der Seite von Eddie Murphy auf. Im Fernsehthriller In der Gewalt einer Fremden (1991) spielte er eine der größeren Rollen. In der Serie Emergency Room – Die Notaufnahme spielte er zwei verschiedene Nebenrollen; für die erstere Rolle, einen suizidalen Transvestiten, wurde er 1995 für einen Primetime Emmy Award nominiert. In den Jahren 1995 bis 1999 war er in der Fernsehserie Chicago Hope – Endstation Hoffnung zu sehen und wurde als Ensemblemitglied in den Jahren 1997 und 1998 für den Screen Actors Guild Award nominiert.
Curtis-Hall heiratete im Jahr 1995 die Schauspielerin Kasi Lemmons, die später auch Regisseurin und Drehbuchautorin wurde. Als Nebendarsteller im Regiedebütfilm seiner Frau Eve’s Bayou (1997) wurde er 1998 für den Image Award nominiert. Für die Rolle in der für das Fernsehen produzierten Filmbiografie Don King: Only in America (1997) erhielt er im Jahr 1998 den Golden Satellite Award. Im Jahr 1997 wurde die Krimikomödie Gridlock’d – Voll drauf! veröffentlicht, mit der er als Regisseur und Drehbuchautor debütierte. Als Regisseur des Musikdramas Glitter – Glanz eines Stars (2001) wurde er 2002 für die Goldene Himbeere nominiert. Es folgte 2006 eine Nominierung für den Black Movie Award für Regie des Actionthrillers Waist Deep (2006) mit Meagan Good und Larenz Tate. In der Filmbiografie seiner Frau Talk to Me (2007) spielte Curtis-Hall eine der Rollen und erhielt 2007 als Ensemblemitglied den Gotham Award.

## Filmografie (Auswahl)

### Als Schauspieler
- 1988: Blue Jean Cop (Shakedown, Stimme für Sprecher)
- 1988: Der Prinz aus Zamunda (Coming to America)
- 1989: Mystery Train
- 1989: Black Rain
- 1990: Stirb langsam 2 (Die Hard 2)
- 1991: In der Gewalt einer Fremden (…And Then She Was Gone)
- 1992: Mambo Kings (The Mambo Kings)
- 1992: Passion Fish
- 1993: Falling Down – Ein ganz normaler Tag (Falling Down)
- 1994: Das Kartell (Clear and Present Danger)
- 1994, 2001: Emergency Room – Die Notaufnahme (ER, Fernsehserie, 8 Folgen)
- 1995: Tuesday Morning Ride
- 1995–1999: Chicago Hope – Endstation Hoffnung (Chicago Hope, Fernsehserie, 104 Folgen)
- 1996: Operation: Broken Arrow (Broken Arrow)
- 1996: Mississippi Delta – Im Sumpf der Rache (Heaven’s Prisoners)
- 1996: William Shakespeares Romeo + Julia (William Shakespeare’s Romeo + Juliet)
- 1997: Gridlock’d – Voll drauf! (Gridlock’d)
- 1997: Eve’s Bayou
- 1997: Don King: Only in America
- 1998: Dr. Hugo
- 2000: Ghetto Superstar (Turn It Up)
- 2002: Die Sopranos (The Sopranos, Fernsehserie, Folge 4x07 Watching Too Much Television)
- 2007: Honeydripper
- 2007: Talk to Me
- 2009: Criminal Minds (Fernsehserie, Folge 4x14 Cold Comfort)
- 2009: Bad Lieutenant – Cop ohne Gewissen (The Bad Lieutenant: Port of Call New Orleans)
- 2011: Law & Order: Special Victims Unit (Fernsehserie, Folge 12x21 Reparations)
- 2013: Black Nativity
- 2014: Tin Man
- 2014: Anarchie (Cymbeline)
- 2015: Marvel’s Daredevil (Fernsehserie, 9 Folgen)
- 2015: Experimenter
- 2018–2019: For the People (Fernsehserie)
- 2020: The House at Night (The Night House)
- 2022: Raymond & Ray
- 2022–2025: The Recruit (Fernsehserie, 14 Folgen)
- 2023: Justified: City Primeval (Miniserie, 8 Folgen)

### Als Regisseur
- 1997: Gridlock’d – Voll drauf! (Gridlock’d)
- 2001: Glitter – Glanz eines Stars (Glitter)
- 2001, 2002: Emergency Room – Die Notaufnahme (ER, Fernsehserie, zwei Folgen)
- 2004: Redemption – Früchte des Zorns (Redemption: The Stan Tookie Williams Story, Fernsehfilm)
- 2006: Bis zum Hals (Waist Deep)
- 2012: Abducted: The Carlina White Story (Fernsehfilm)
- 2016: Toni Braxton: Unbreak My Heart (Fernsehfilm)

### Als Drehbuchautor
- 1997: Gridlock’d – Voll drauf! (Gridlock’d)
- 2006: Bis zum Hals (Waist Deep)